# مدرسة الحكمة الدولية
مدرسة الحكمة الدولية (AHIS) هي مدرسة دولية مختلطة تقدم المنهج الأمريكي من مرحلة الروضة أيّ ما قبل المدرسة إلى المدرسة الثانوية (الصف الثاني عشر). تأسست المدرسة في عام 1985 وهي معتمدة من قبل وزارة التربية والتعليم البحرينية ومن قبل منظمتين للاعتماد: جمعية الولايات الوسطى لاعتماد الكليات والمدارس (MSA) وجمعية الشمال المركزية (NCA) في الولايات المتحدة.

## روابط خارجية
- الصفحة الرئيسية لمدرسة الحكمة الدولية